# تپه پنج امام ۱
تپه پنج امام ۱ مربوط به دوره نوسنگی - دوره اشکانیان - دوره ساسانیان است و در شهرستان کرمانشاه، بخش کوزران، دهستان سنجابی، ۲ کیلومتری شرق روستای چغاکبود واقع شده و این اثر در تاریخ ۲۷ اسفند ۱۳۸۶ با شمارهٔ ثبت ۲۲۴۲۳ به‌عنوان یکی از آثار ملی ایران به ثبت رسیده است.